# دان (اوهایو)
دان (به انگلیسی: Dawn) یک منطقهٔ مسکونی در ایالات متحده آمریکا است که در شهرستان دارک، اوهایو واقع شده‌است.